# Soguedin
Soguedin est une localité du département de Ouagadougou, dans la province de Kadiogo (région Centre) au Burkina Faso. En 2006, cette localité comptait 946 habitants dont 50,1 % de femmes.